# Groomer Has It
Groomer Has It (br: Cãobelereiros) é um reality show lançado em abril de 2008 no canal de televisão norte-americano Animal Planet onde 12 tosadores precisam deixar cães, gatos e até ovelhas bem limpos. 